# Kelsey (circonscription saskatchewanaise)
Pour les articles homonymes, voir Kelsey.
Circonscription électorale provinciale du Canada
Kelsey est une ancienne circonscription électorale provinciale de la Saskatchewan au Canada. Elle est représentée à l'Assemblée législative de la Saskatchewan de 1952 à 1971.
Le nom de la circonscription rappelle l'explorateur et négociant en fourrure britannique Henry Kelsey (1667-1724).

## Géographie
La circonscription comprenait les villes de Hudson Bay et de Carrot River. Son territoire fait maintenant partie de la circonscription de Carrot River Valley.

## Liste des députés
| Parlement                                                                               | Années    | Député | Député                   | Parti         |
| Kelsey                                                                                  | Kelsey    | Kelsey | Kelsey                   | Kelsey        |
| --------------------------------------------------------------------------------------- | --------- | ------ | ------------------------ | ------------- |
| 12e                                                                                     | 1952–1956 |        | John Hewgill Brockelbank | CCF           |
| 13e                                                                                     | 1956–1960 |        | John Hewgill Brockelbank | CCF           |
| 14e                                                                                     | 1960–1964 |        | John Hewgill Brockelbank | CCF           |
| 15e                                                                                     | 1964–1967 |        | John Hewgill Brockelbank | CCF           |
| 16e                                                                                     | 1967–1971 |        | John Rissler Messer      | Néo-démocrate |
| Circonscription fusionnée avec une partie de Melfort-Tisdale pour former Tisdale-Kelsey |           |        |                          |               |